# برناردو آچاگا

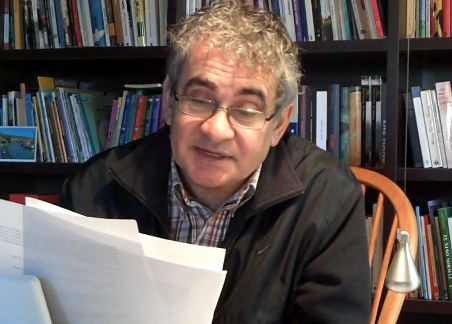
برناردو آچاگا در سال ۲۰۰۹

برناردو آچاگا (زادهٔ ۲۶ ژولای ۱۹۵۱) نویسندهٔ اسپانیایی اهل سرزمین باسک است که اکثر آثار خود را به زبان باسکی می‌نویسد و سپس خودش به اسپانیایی ترجمه می‌کند. آچاگا در کتاب «درآمدی کوتاه بر ادبیات اسپانیا» از انتشارات آکسفورد، به‌عنوان «مهم‌ترین نویسندهٔ ۳۰ سال اخیر اسپانیا» معرفی شده‌است. مشهورترین اثر آچاگا، که برایش شهرت جهانی را به ارمغان آورد، اوباباکواک (یا داستان‌های اوبابا) نام دارد، کتابی که جوایز متعددی را در سطح ملی و بین‌المللی برای او به دنبال داشت.

## زندگی‌نامه
آچاگا در سال ۱۹۵۱ در شهر آستئاسو، استان گیپوسکوای اسپانیا به دنیا آمد. او از دانشگاه بیلبائو مدرک اقتصاد گرفت و به تحصیل فلسفه در دانشگاه بارسلونا پرداخت.
تا چندین سال به‌عنوان اقتصاددان، کتاب‌فروش، استاد زبان باسکی، ناشر و نمایشنامه‌نویس رادیویی مشغول به کار بود تا اینکه در سال ۱۹۸۰ تصمیم گرفت وقت و انرژی‌اش را تماماً صرف نویسندگی کند.
اولین اثر او در سال ۱۹۷۲ در گلچین ادبی نویسندگان باسکی و نخستین داستانش تحت عنوان «دربارهٔ شهر» در سال ۱۹۷۶ به انتشار رسیده بود. اولین مجموعه اشعارش با عنوان «اتیوپی» در سال ۱۹۷۸ چاپ شد. آچاگا نمایشنامه‌ها، رمان‌ها و داستان‌کوتاه‌های متعددی نوشته، اما کتابی که برای او شهرت جهانی و جوایز متعدد به ارمغان آورد اوباباکواک (یا داستان‌های اوبابا) نام داشت. این کتاب در سال ۱۹۸۸ منتشر شد و افتخارات متعددی از جمله جایزهٔ ملی ادبیات اسپانیا و جوایزی چند در سطح بین‌المللی را برای آچاگا به دنبال داشت. کتاب اوباباکواک تا کنون به بیش از ۲۵ زبان ترجمه شده‌است.

## رمان‌ها
- اوباباکواک (Obabakoak)
- خاطرات یک گاو باسکی (Behi euskaldun baten memoriak) (1981
- مرد تنها (Gizona bere bakardadean) (1993)
- زن تنها (Zeru horiek) (1996)
- پسر آکاردئونیست (Soinujolearen semea) (2003)
- هفت خانه در فرانسه (Zazpi etxe Frantzian) (2009)
- مبارز (Borrokaria) 2012)
- روزگار نوادا (Nevadako Egunak) (2014)
- خانه‌ها و قبرها (Etxeak eta hilobiak) (2019)

## داستان‌های کوتاه
- دو برادر (Bi anai) (1985)
- دو نامه (Bi letter jaso nituen oso denbora gutxian) (1985)
- اینونتاریوم هنری بنگوا، وقتی مار به پرندگان می‌نگرد، زن تنها (Henry Bengoa inventarium, Sugeak txoriari begiratzen dionean, Zeru horiek) (1995)
- مردی به نام سارا (Sara izeneko gizona) (1996)

## شعر
- اتیوپی (Etiopia) (1978)
- اتیوپی نو (Nueva Etiopia) (1997)

## کتاب‌های کودک
- چاک آرانبری در مطب دندانپزشک (Chuck Aranberri dentista baten etxean) (1985)
- ماجراهای نیکلاس، کاراگاه رامونچو (Nikolasaren abenturak, Ramuntxo detektibe) (1979)
- قصه‌ها و ترانه‌های سیبری (Siberiako ipuin eta kantak)
- Jimmy Potxolo, Antonino apreta, Asto bat hipodromoan, Txitoen istorio, Flannery eta bere astakiloak
- Xolak badu lehoien berri
- شولا و گرازهای وحشی (Xola eta basurdeak) (جایزهٔ ادبیات کودک باسک در سال ۱۹۹۷)
- دنیا و مارکُنی (Mundua eta Markoni) (1995)

## سایر آثار
- دربارهٔ شهر (Ziutateaz) (1976)
- اماکن (Lekuak) (2005)

## ترجمۀ آثار به زبان فارسی
- دوست داشتم هرشب به پیاده‌روی بروم و دیگر داستان‌های اوبابا (اوباباکواک) | برناردو آچاگا؛ مترجم: علیرضا شفیعی‌نسب، تهران: نشر خوب، ‏۱۳۹۹. ‬ شابک ۹۷۸-۶۲۲-۷۴۲۵-۸ ‬‬‬[۱]
- خاطرات یک گاو | برناردو آچاگا؛ مترجم: علیرضا شفیعی‌نسب، تهران: نشر آفرینگان، ‏‏‫۱۴۰۱. ‬ شابک ۹۷۸-۶۰۰-۳۹۱-۳۰۷-۳ ‬‬‬[۲]

## کتابشناسی
- José Ángel Ascunce: Bernardo Atxaga. Los demonios personales de un escritor. Donostia -San Sebastián: Saturraran editorial, 2000. شابک ‎۸۴−۹۳۱۳۳۹−۰−۶.